# 龙回镇
龙回镇，是中华人民共和国江西省赣州市南康区下辖的一个乡镇级行政单位。

## 行政区划
龙回镇下辖以下地区：
万龙社区、窑下村、龙回村、半岭村、龙东村、仓下村、坪沙村、岐岭村、新圩村、红光村、西角村、三益村、石潭村、茶叶坳村、油店村、李村和九江村。

## 交通
- 京九铁路：龙回站